# Caseïne

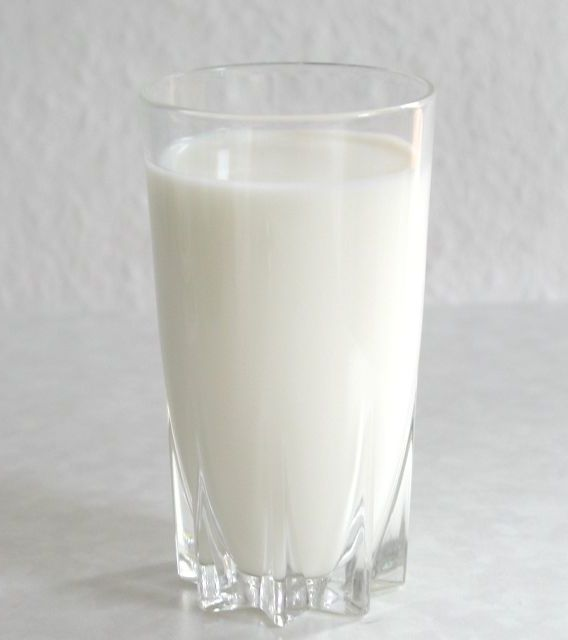
Caseïne maakt 80 % uit van alle proteïnen in koeienmelk

Caseïne is een dierlijk eiwit dat in melk voorkomt. Het is veruit het belangrijkste melkeiwit. Het is belangrijk voor de voeding van het jong, want het is gemakkelijk afbreekbaar in essentiële aminozuren voor de synthese van andere eiwitten.
Als de melkcolloïde verzuurt (lagere pH-waarde) begint de caseïne uit te vlokken (klontering van melk). De verzuring kan plaatsvinden door de toevoeging van een zuur of de aanwezigheid van zuurproducerende bacteriën.
Caseïne wordt gewonnen door afgeroomde melk met water te verdunnen en er vervolgens azijnzuur aan toe te voegen zodat de caseïne neerslaat. Caseïne kan op industriële schaal uit ondermelk gewonnen worden door de melk te verwarmen en aan te zuren met zwavelzuur. Caseïne wordt ook wel kaasstof genoemd, daar dit de stof is die de wrongel z'n dikte geeft.

## Toepassing
Naast toepassing in de voedingsindustrie heeft kaasstof ook andere toepassingen. 
In de schilderkunst wordt het toegepast om kleurstof te binden. Door caseïne in kalkwater of natronloog op te lossen kunnen kleuren geprepareerd worden die tegen weersinvloeden bestand zijn en bijgevolg bijzonder geschikt om wandschilderingen te maken op droge pleisterkalk. Deze methode ontstond in de middeleeuwen en kende een hoogtepunt in de plafondschilderingen van de barok.
Kaasstof werd reeds lang gebruikt als lijmstof (kwarklijm), waartoe kalk als toeslag werd gebruikt. Omstreeks 1912 begon men in Zwitserland met de industriële productie van caseïnelijm. Hiertoe werd een methode ontwikkeld om de kwarklijm te drogen en tot poeder te verwerken. Toevoeging van koud water leverde dan een lijm op. 
Uit caseïne kan met behulp van formaldehyde caseïneplastic of kunsthoorn gemaakt worden. Deze kunsthoorn werd vanaf het begin van de 20e eeuw gebruikt door onder meer de knopenindustrie.

## Synthetische verwerking
In 1935 is door Antonio Ferretti de synthetische vezel melkwol uit caseïne geproduceerd, met de benaming lanital (lana italana).